# Wendell Corey

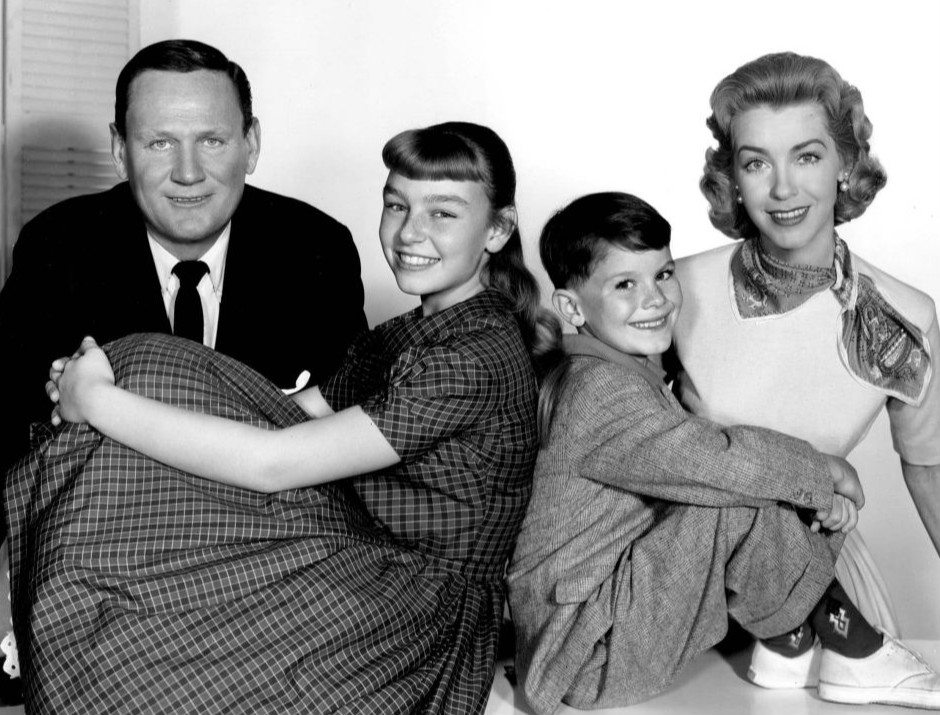
Wendell Corey, Patty McCormack, Ray Farrell, e Marsha Hunt emPeck's Bad Girl - 1959

Wendell Corey  (Dracut, Massachusetts, 20 de Março de 1914 – 8 de Novembro de 1968)  foi um actor e político norte-americano.
Actuou na série de comédia de 1961 "Westinghouse Playhouse".